# Placidochromis electra
The Deepwater Hap (Placidochromis electra) là một loài cá thuộc họ Cichlidae.
Nó được tìm thấy ở Malawi và Mozambique. Môi trường sống tự nhiên của chúng là hồ nước ngọt.